# Sergio García de la Fuente
Sergio García de la Fuente (* 9. června 1983, Barcelona) je fotbalista, který reprezentoval Španělsko a Katalánsko. Nastupoval povětšinou na postu útočníka nebo krajního záložníka.
Ve španělské fotbalové reprezentaci odehrál 2 utkání. Stal se s ní mistrem Evropy roku 2008. Na tomto šampionátu nastoupil v jednom zápase, v základní skupině proti Řecku.
Hrál za FC Barcelona (2001-2004), Levante UD (2004-2005), Real Zaragoza (2005-2008), Betis Sevilla (2008-2010), Espaňol Barcelona (2010-2015). Od roku 2015 působí v katarském klubu Al-Rayyan SC.